# Grand Prix Francji 1939
Grand Prix Francji 1939 (oryg. XXXIII Grand Prix de l'Automobile Club de France) – jeden z wyścigów Grand Prix rozegranych w 1939 roku oraz druga eliminacja Mistrzostw Europy AIACR.

## Lista startowa
Na niebieskim tle kierowcy, którzy nie wzięli udziału w kwalifikacjach, lecz współdzielili samochód w czasie wyścigu
| Nr | Kierowca                | Zespół                      | Samochód            | Silnik                  |   |
| -- | ----------------------- | --------------------------- | ------------------- | ----------------------- | - |
| 2  | Raymond Sommer          | prywatny                    | Alfa Romeo Tipo 308 | Alfa Romeo 47S-8bezopon | ? |
| 4  | Luigi Chinetti          | Christian Kautz             | Alfa Romeo Tipo 308 | Alfa Romeo S-8          | ? |
| 4  | Christian Kautz         | Christian Kautz             | Alfa Romeo Tipo 308 | Alfa Romeo S-8          | ? |
| 6  | Yves Matra              | Christian Kautz             | Alfa Romeo Tipo 308 | Alfa Romeo S-8          | ? |
| 8  | Tazio Nuvolari          | Auto Union AG               | Auto Union D        | Auto Union V-12         | ? |
| 10 | Hans Stuck              | Auto Union AG               | Auto Union D        | Auto Union V-12         | ? |
| 12 | Hermann Paul Müller     | Auto Union AG               | Auto Union D        | Auto Union V-12         | ? |
| 14 | Georg Meier             | Auto Union AG               | Auto Union D        | Auto Union V-12         | ? |
| 16 | Rudolf Caracciola       | Daimler-Benz AG             | Mercedes-Benz W154  | Mercedes-Benz V-12      | ? |
| 18 | Manfred von Brauchitsch | Daimler-Benz AG             | Mercedes-Benz W154  | Mercedes-Benz V-12      | ? |
| 20 | Hermann Lang            | Daimler-Benz AG             | Mercedes-Benz W154  | Mercedes-Benz V-12      | ? |
| 30 | René Dreyfus            | Ecurie Lucy O'Reilly Schell | Delahaye 145        | Delahaye V-12           | ? |
| 32 | Raph                    | Ecurie Lucy O'Reilly Schell | Delahaye 145        | Delahaye V-12           | ? |
| 34 | Philippe Étancelin      | Automobiles Talbot-Darracq  | Talbot MD           | Talbot S-6              | ? |
| 36 | René Le Bègue           | Automobiles Talbot-Darracq  | Talbot MD           | Talbot S-6              | ? |
| 38 | Raymond Mays            | Automobiles Talbot-Darracq  | Talbot MC           | Talbot S-6              | ? |
| Nr | Kierowca                | Zespół                      | Samochód            | Silnik                  |   |

## Wyniki

### Kwalifikacje
Źródło: teamdan.com
| Poz. | Nr | Kierowca                | Konstruktor   | Czas    | Poz. s. |
| ---- | -- | ----------------------- | ------------- | ------- | ------- |
| 1    | 20 | Hermann Lang            | Mercedes-Benz | 2:27,7, | 1       |
| 2    | 16 | Rudolf Caracciola       | Mercedes-Benz | 2:29,6  | 2       |
| 3    | 8  | Tazio Nuvolari          | Auto Union    | 2:29,9  | 3       |
| 4    | 18 | Manfred von Brauchitsch | Mercedes-Benz | 2:30,4  | 4       |
| 5    | 12 | Hermann Paul Müller     | Auto Union    | 2:31,7  | 5       |
| 6    | 10 | Hans Stuck              | Auto Union    | 2:35,0  | 6       |
| 7    | 14 | Georg Meier             | Auto Union    | 2:36,9  | 7       |
| 8    | 36 | René Le Bègue           | Talbot        | 2:46,3  | 8       |
| 9    | 34 | Philippe Étancelin      | Talbot        | 2:50,2  | 9       |
| 10   | 38 | Raymond Mays            | Talbot        | 2:53,7  | 10      |
| 11   | 30 | René Dreyfus            | Delahaye      | 2:54,4  | 11      |
| 12   | 4  | Luigi Chinetti          | Alfa Romeo    | 2:58,4  | 12      |
| 13   | 2  | Raymond Sommer          | Alfa Romeo    | 2:58,7  | 13      |
| 14   | 6  | Yves Matra              | Alfa Romeo    | 3:01,3  | 14      |
| 15   | 32 | Raph                    | Delahaye      | 3:03,0  | 15      |
| Poz. | Nr | Kierowca                | Konstruktor   | Czas    | Poz. s. |

### Wyścig

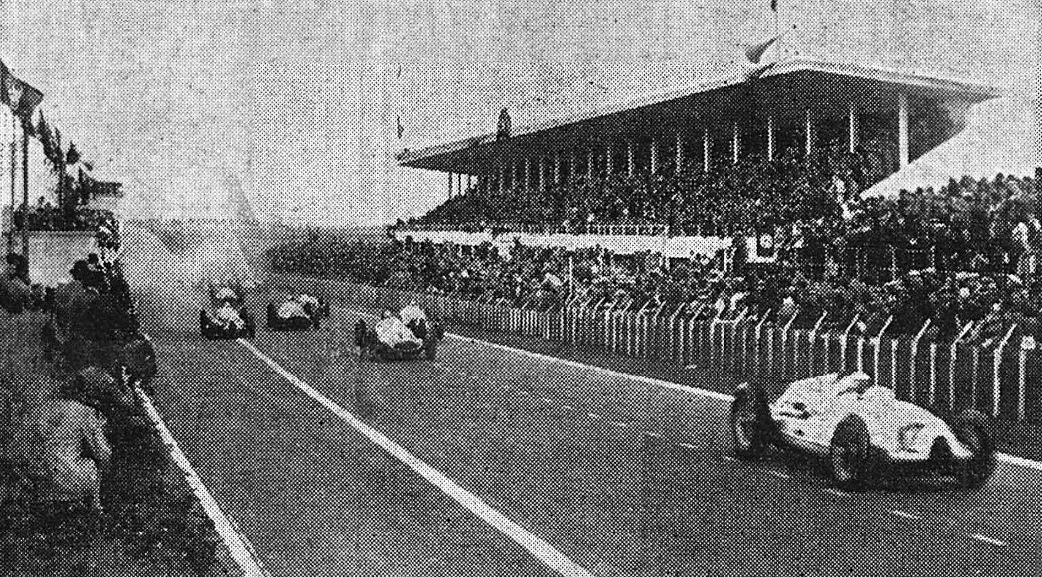
Start wyścigu

Źródło: statsf1
| P                                                     | + / –     | Nr | Kierowca                | Konstruktor   | Okr. | Czas / Strata   | Komentarz |
| ----------------------------------------------------- | --------- | -- | ----------------------- | ------------- | ---- | --------------- | --------- |
| 1                                                     | 4         | 12 | Hermann Paul Müller     | Auto Union    | 51   | 2h21:11,8       |           |
| 2                                                     | 5         | 14 | Georg Meier             | Auto Union    | 50   | +1 okr          |           |
| 3                                                     | 5         | 36 | René Le Bègue           | Talbot        | 48   | +3 okr          |           |
| 4                                                     | 5         | 34 | Philippe Étancelin      | Talbot        | 48   | +3 okr          |           |
| 5                                                     | 8         | 2  | Raymond Sommer          | Alfa Romeo    | 47   | +4 okr          |           |
| 6                                                     | Bez zmian | 10 | Hans Stuck              | Auto Union    | 47   | +4 okr          |           |
| 7                                                     | 4         | 30 | René Dreyfus            | Delahaye      | 45   | +6 okr          |           |
| 8                                                     | 4         | 4  | Luigi Chinetti          | Alfa Romeo    | 45   | +6 okr          |           |
| 9                                                     | 6         | 32 | Raph                    | Delahaye      | 44   | +7 okr          |           |
| Niesklasyfikowani                                     |           |    |                         |               |      |                 |           |
|                                                       |           | 20 | Hermann Lang            | Mercedes-Benz | 36   | Silnik          |           |
|                                                       |           | 18 | Manfred von Brauchitsch | Mercedes-Benz | 17   | Silnik          |           |
|                                                       |           | 6  | Yves Matra              | Alfa Romeo    | 17   | ?               |           |
|                                                       |           | 38 | Raymond Mays            | Talbot        | 10   | Zbiornik        |           |
|                                                       |           | 8  | Tazio Nuvolari          | Auto Union    | 8    | Skrzynia biegów |           |
|                                                       |           | 16 | Rudolf Caracciola       | Mercedes-Benz | 1    | Wypadek         |           |
| Nie wystartowali / niedopuszczeni do ponownego startu |           |    |                         |               |      |                 |           |
|                                                       |           | 4  | Christian Kautz         | Alfa Romeo    |      |                 |           |
| P                                                     | + / –     | Nr | Kierowca                | Konstruktor   | Okr. | Czas / Strata   | Komentarz |

### Najszybsze okrążenie
Źródło: teamdan.com
| Nr | Kierowca     | Konstruktor   | Czas   | Okr. |
| -- | ------------ | ------------- | ------ | ---- |
| 20 | Hermann Lang | Mercedes-Benz | 2:32,2 |      |